# پیزوالکتریکی
یکی از ویژگی‌های غیرمعمولی که برخی سرامیک‌ها و پلیمر‌ها از خود نشان می‌دهند، پدیدهٔ پی‌اِیزوالکتریک یا اثر فشاربرقی است. با اعمال نیروی خارجی، دوقطبی‌های این سرامیک‌ها تحریک می‌شوند و میدان الکتریکی ایجاد می‌شود. وارونه کردن اثر نیرو (مثلاً از کششی به فشاری) جهت میدان را معکوس می‌کند.
از مواد پیزوالکتریک در مبدل‌ها و وسایلی که انرژی الکتریکی را به انرژی مکانیکی تبدیل می‌کنند یا برعکس استفاده می‌شود. کاربردهای نام‌آشنایی از جمله پیکاپ گرامافون، میکروفون‌ها، مولدهای فوق صوت و حسگرهای سونار از خاصیّت پیزوالکتریک استفاده می‌کنند. در پیکاپ گرامافون همچنان که قلم شیارهای رکورد را می‌پیماید یک اختلاف فشار به مادهٔ پیزوالکتریک موجود در پیکاپ وارد می‌شود که نهایتاً به سیگنال الکتریکی تبدیل می‌شود. این سیگنال قبل از ورود به بلندگو تقویت می‌شود. خاصیّت پیزوالکتریک یک ویژگی مواد کریستالی دارای ساختار پیچیدهٔ بدون تقارن است. رفتار پیزوالکتریک یک پلی‌کریستال به‌وسیلهٔ گرم کردن بالاتر از دمای پخت و سپس خنک کردن تا دمای اتاق در مجاورت میدان الکتریکی قوی بهبود می‌یابد.
اثر پیزوالکتریک توانایی برخی مواد برای تبدیل انرژی مکانیکی به انرژی الکتریکی و تبدیل انرژی الکتریکی به انرژی مکانیکی می‌باشد. این اثر را برادران کوری، پیر و ژاک کوری، در دههٔ ۱۸۸۰ کشف کردند. موادی که این پدیده را از خود بروز می‌دهند مواد پیزوالکتریک نامیده می‌شوند. اثر پیزوالکتریک در انواع بسیاری از مواد از جمله تک بلورها، سرامیک‌ها، بسپارها و مواد مرکب دیده می‌شود. تولید اختلاف پتانسیل الکتریکی در برخی بلورهای نارسانا مثل کوارتز تحت کشش یا فشار معکوس هم‌اند و هر چه میزان فشار یا کشش بیش‌تر باشد، اختلاف پتانسیل تولید شده بیش‌تر است. اثر پیزوالکتریک معکوس به معنی تغییر شکل آن‌ها بر اثر اعمال اختلاف پتانسیل الکتریکی است. اگر دو وجه روبرویی در هریک از این بلورها را به اختلاف پتانسیل متناوب الکتریکی وصل کنیم، تغییر شکل متناوبی در آن رخ می‌دهد و به ارتعاش در می‌آید.

## مقدمه
پیزوالکتریک بار الکتریکی‌ای است که در مواد جامد مشخصی به علت فشار مکانیکی انباشته می‌شود (به ویژه در کریستال‌ها، بعضی سرامیک‌ها و مواد آلی مانند استخوان، DNA و پروتئین‌های مختلف). واژه پیزوالکتریک یعنی الکتریسیتهٔ ناشی از فشار که از لغت یونانی پیزو به معنای فشردن و الکترون به معنی کهربا (اولین مشاهدات مربوط به الکتریسیته مربوط به خاصیت باردار شدن کهربا در اثر مالش با سایر مواد بوده‌است و به همین دلیل مدت‌ها بعد جورج استونی واحد سازنده برق را الکترون نامید) برگرفته شده‌است.
اثر پیزوالکتریک از ارتباط خطی بین حالت مکانیکی و الکتریکی در مواد بلورین و شفاف بدون تقارن مرکزی درک می‌شود.
اثر پیزوالکتریک یک فرایند برگشت‌پذیر است؛ موادی که به‌طور مستقیم اثر پیزوالکتریک (تولید داخلی بار الکتریکی به دلیل اعمال نیروی مکانیکی) را انباشته می‌کنند اثر پیزوالکتریک معکوس (تولید داخلی نیروی مکانیکی در اثر اعمال میدان الکتریکی) را نیز انباشته می‌کنند.
به عنوان نمونه سرامیک‌های ‎PZT (Pb[ZrxTi1-x]O۳ ۰≤x≤۱)‎ اگر به اندازه ۰٫۱ درصد از ابعادشان تغییر شکل دهند نیروی پیزوالکتریک قابل اندازه‌گیری تولید خواهند کرد. برعکس اگر میدان الکتریکی به آن‌ها اعمال شود به اندازه ۰٫۱ درصد از ابعادشان تغییر شکل خواهند داد. پیزوالکتریک استفاده‌های مفیدی دارد از جمله تولید و ردیابی صوت، تولید ولتاژهای بالا، تولید فرکانس الکترونیکی، میکروبالانس‌ها (ترازوهای بسیار دقیق) و متمرکز کردن پرتوهای نور در مقیاس بسیار بزرگ. این پدیده همچنین بنیانی برای بسیاری از تکنیک‌های علمی و سودمند در مقیاس اتمی است؛ بررسی میکروسکوپی مثل STM, AFM, MTA SNOM و… همچنین استفاده‌های روزمره به عنوان منبع احتراق برای سیگار.

## تاریخچه

### اکتشاف و پژوهش‌های اولیه
اثر پیزوالکتریک (تولید پتانسیل الکتریکی در پاسخ به دما) در اواسط قرن هجدهم توسط کارل لینائوس و فرنز آپینوس مطالعه شد و با الهام از این موضوع رنه جاست هاووی و آنتونی سزار بکورل ادعا کردند بین فشار مکانیکی و بار الکتریکی رابطه‌ای وجود دارد گرچه آزمایش‌های آن‌ها نتیجهٔ قاطعی نداد.
اولین اثبات تجربی اثر پیزوالکتریک در سال ۱۸۸۰ توسط برادران پیر کوری و جکوئیز کوری انجام شد. آن‌ها دانششان را از پیروالکتریک با درکشان از ساختار کریستالی اساسی ترکیب کردند که منجر به پیش‌بینی رفتار کریستال‌ها شد و اثبات کردند کریستال‌های ترمالین، کوارتز، زبرجد هندی، نیشکر و پتاسیم سدیم تارترات (نمک راشل) خاصیت پیزوالکتریک دارند. کوارتز و نمک راشل بیش‌ترین پیزوالکتریک را در خود انباشته می‌کنند. کیوری‌ها اثر پیزوالکتریک معکوس را پیش‌بینی نکردند، اثر معکوس با روابط ریاضی توسط گابریل لیپمان در سال ۱۸۸۱ از قوانین ترمودینامیک نتیجه شد. کیوری‌ها بلافاصله وجود اثر معکوس را تأیید کردند و به تحقیقات خود ادامه دادند تا اثبات کامل تغییر شکل الکتریکی-الاستیکی-مکانیکی سرامیک‌های پیزوالکتریک را به‌دست‌آورد.
تا چند دهٔه بعد، پیزوالکتریک یک پدیدهٔ کمیاب آزمایشگاهی باقی ماند. کارهای بیش‌تری برای تعریف ساختار کریستال‌هایی که پیزوالکتریک را در خود ذخیره می‌کنند انجام شد که در سال ۱۹۱۰ با انتشار کتابی با موضوع فیزیک کریستال‌ها به اوج خود رسید که ۲۰ دستهٔ کریستال طبیعی را که قابلیت ذخیرهٔ پیزوالکتریک داشتند، شرح داد و ثابت‌های پیزوالکتریک را با دقت زیاد توسط تحلیل‌ها و آمارهای کششی به‌دست‌آورد.

### جنگ جهانی اول و پس از آن
اولین استفادهٔ عملی از دستگاه‌های پیزوالکتریک، سونار (دستگاه کاشف زیردریایی به وسیلهٔ امواج صوتی) بود که در جنگ جهانی اول توسعه پیدا کرد. در سال ۱۹۱۷ در فرانسه پائول لانگ وین و همکارانش روی یک آشکارگر ماوراء صوت کار کردند. دستگاه از یک مبدل که از کریستال‌های نازک کوارتز که با دقت بین دو صفحهٔ نازک فولاد متصل شده بودند و یک هیدروفن (دستگاهی که اصوات زیر آب را ثبت می‌کند) برای شناسایی و بازگرداندن انعکاس صوت، تشکیل شده‌بود. با فرستادن صوت فرکانس بالا از مبدل و اندازه‌گیری مدت زمان رفت و برگشت صدا می‌توان فاصله تا شیء مورد نظر را اندازه‌گیری کرد.
استفادهٔ موفقیت‌آمیز پیزوالکتریک در سونار موجب شد علاقهٔ فزاینده‌ای در توسعهٔ دستگاه‌های پیزوالکتریک ایجاد شود. در چند دههٔ بعد، مواد و کاربردهایی جدیدی از پیزوالکتریک کشف شد.
دستگاه‌های پیزوالکتریک در بسیاری از زمینه‌ها جا باز کردند. دستگاه ضبط صدای سرامیکی هم ارزان و هم دقیق بود و آسان‌تر ساخته می‌شد. پیشرفت مبدل‌های ماوراء صوت موجب شد سنجش گران‌روی (ویسکوزیته) و کشسانی در مایعات و جامدات آسان‌تر شود که نتیجهٔ آن پیشرفتی عظیم در مطالعه بر روی مواد بود. بازتاب سنج‌های ماوراء صوت می‌توانستند ترک‌های فلزات را در ریخته‌گری بیابند که موجب افزایش ایمنی ساختار شد.

### جنگ جهانی دوم و پس از آن
در جریان جنگ جهانی دوم گروه‌های غیر مستقل پژوهش در ایالات متحدهٔ آمریکا، روسیه و ژاپن دستهٔ جدیدی از مواد ساخت بشر را کشف کردند که فروالکتریک نام‌گذاری شد و خیلی بیش‌تر از مواد طبیعی پیزوالکتریک را ذخیره می‌کردند و موجب علاقه‌ای وافر در توسعهٔ تیتانات باریم و بعدها ZrTiO3 با ویژگی‌هایی منحصربفرد شد.
یک نمونهٔ مهم کاربرد پیزوالکتریک توسط آزمایشگاه‌های تلفن بل توسعه یافت. به دنبال جنگ جهانی اول فردریک بر روی تلفن بیسیم در دانشکدهٔ مهندسی مشغول به کار بود که باعث توسعهٔ کریستال “AT cut” شد. کریستالی که در محدودهٔ دمایی وسیعی مورد استفاده قرار می‌گرفت. این به لوازم فرعی سنگینی که کریستال قبلی نیاز داشت، نیاز نداشت. نتیجهٔ آن تسهیل استفاده در صنایع هوایی بود. با استفاده از رادیو در صنعت، هواپیماها می‌توانستند حملات دسته جمعی هماهنگ انجام دهند.
پیشرفت دستگاه‌های پیزوالکتریک و علم مواد منحصراً در داخل کمپانی‌های توسعه دهنده نگهداری شد که بیش از همه به علت شروع جنگ همچنین برای محفوظ داشتن حق امتیاز بود. کریستال‌های کوارتز اولین موادی بودند که از آن‌ها بهره‌برداری شد، اما دانشمندان به دنبال موادی با کارایی عالی بودند. با وجود پیشرفت در علم مواد، و کامل شدن فرایند تولید، بازار ایالات متحده به آن سرعت رشد نکرد. بدون بازار مصرف جدید، پیشرفت صنعت پیزوالکتریک ایالات متحده با مشکل جدی مواجه بود.
در مقابل تولیدکننده‌های ژاپنی اطلاعاتشان را به اشتراک گذاشتند و به سرعت، هم از نظر فنی و هم از نظر تولیدی در مسابقه پیروز شدند و بازارهای جدیدی برای محصولات خود به وجود آوردند. تلاش‌های ژاپنی‌ها در علم مواد موجب ساخت مواد پیزوالکتریک جدیدی شد که با ایالات متحده رقابت می‌کرد، اما بدون محدودیت گران حق امتیاز. بیش‌تر پیشرفت‌های ژاپنی‌ها در علم پیزوالکتریک شامل طراحی‌های جدید در صافی‌های پیزوسرامیک برای رادیوها، تلویزیون‌ها، پیزوبوزر‌ها (تولید صدای تیز و تند)، مبدل‌های صدا که می‌توانند مستقیماً به مدارهای الکتریکی متصل شوند و چاشنی‌های پیزوالکتریک که برای سیستم موتورهای کوچک (و بریان‌کن‌ها) جرقه تولید می‌کنند، بود. مبدل‌های ماوراء صوت که امواج را به هوا می‌فرستند مدت زیادی وجود داشتند اما اولین استفادهٔ تجاری در کنترل‌های تلویزیون بود. امروزه این مبدل‌ها بر روی انواع مختلف ماشین‌ها به عنوان ردیاب کاربرد دارند و به راننده کمک می‌کنند فاصلهٔ عقب ماشین تا اجسامی که در سر راه آن قرار دارد را بفهمد.

## سازوکار و ساختمان
ذات اثر پیزوالکتریک به دوقطبی‌های الکتریکی لحظه‌ای در جامدات مربوط می‌شود. سطح خارجی ممکن است در شبکهٔ کریستالی با بار نامتقارن محیطی تحریک شده باشد (از جمله درBaTiO۳ و PZTها) یا ممکن است مستقیماً توسط گروه‌های مولکولی حمل شود (به عنوان مثال در نیشکر). چگالی دوقطبی یا پلاریزاسیون [Cm/m۳] به سادگی با نتیجه‌گیری از دوقطبی‌های لحظه‌ای در واحد حجم سلول واحد برای کریستال‌ها محاسبه می‌شود. همچنان‌که هر دوقطبی یک بردار است، چگالی دوقطبی نیز بردار است (یک کمیت برداری است). دوقطبی‌های نزدیک هم در مناطقی به نام قلمرو ویس جهت‌گیری می‌کنند. این قلمروها معمولاً تصادفی جهت‌دار می‌شوند اما می‌توانند توسط فرایند قطبی‌سازی (با قطبی‌سازی مغناطیسی متفاوت است) هم‌جهت شوند، فرایندی که یک میدان الکتریکی قوی (معمولاً در دماهای بالا) به جسم اعمال می‌شود. تمام مواد پیزوالکتریک قطبی نمی‌شوند.
نکتهٔ قطعی در مورد اثر پیزوالکتریک تغییر قطبش هنگام اعمال فشار مکانیکی است که ممکن است به علت ایجاد آرایش فضایی جدید دوقطبی‌ها یا به علت جهت‌گیری مولکول‌های قطبی لحظه‌ای تحت اثر نیروی خارجی باشد سپس خاصیت پیزوالکتریک در اثر تنوع در قدرت دوقطبی‌ها یا جهت آن‌ها یا هر دو به وجود آید. این اثر بستگی دارد به:
1. جهت‌گیری دوقطبی‌ها درون کریستال
2. تقارن کریستال
3. فشار مکانیکی اعمالی

تغییر در قطبش در تغییر چگالی سطحی بار در سطوح کریستالی ظاهر می‌شود یعنی تنوع میدان الکتریکی در سطوح، چون که واحد چگالی بار سطحی و قطبش یکسان است ‎[C/m۲] = [Cm/m۳]‎. اگرچه خاصیت پیزوالکتریک بر اثر تغییر در چگالی بار سطحی سبب نمی‌شود، اما به علت چگالی دو قطبی در سطح سبب می‌شود. به عنوان مثال اگر به یک سانتی‌متر مکعب کواتز ۲ کیلونیوتن نیرو وارد شود ۱۲۵۰۰ ولت اختلاف پتانسیل ایجاد می‌کند.
خاصیت پیزوالکتریک اثر ترکیب شدهٔ رفتار الکتریکی ماده است.

## طبقه‌بندی کریستال‌ها
از ۳۲ گروه کریستال، ۲۱ گروه تقارن مرکزی ندارند و از این‌ها ۲۰ گروه خاصیت پیزوالکتریک دارند (گروه ۲۱ام کلاس مکعب ۴۳۲ است) که ۱۰ تا از آن‌ها کلاس کریستال قطبی را نشان می‌دهند که قطبش خودبه‌خودی بدون فشار مکانیکی را دارا هستند و خاصیت پیزوالکتریک را ذخیره می‌کنند. اگر دوقطبی لحظه‌ای توسط میدان الکتریکی معکوس شود به آن ماده فروالکتریک گویند.
کلاس‌های کریستالی قطبی: ۱، ۲، m, mm2, 4, 4 mm, 3, 3m, 6, 6 mm.
کلاس‌های کریستالی پیزوالکتریک: ۱، ۲، m, 222, mm2, 4, 4, 422, 4 mm, 42m, 3, 32, 3m, 6, 6, 622, 6 mm, 62m, 23, 43m.
کریستال‌های قطبی بدون اعمال فشار مکانیکی نیز قطبی هستند. اثر پیزوالکتریک خود به خود بر اثر قدرت یا جهت قطبش یا هر دو آشکار می‌شود. از طرف دیگر کریستال‌های پیزوالکتریک غیرقطبی در اثر ایجاد دو قطبی فقط بر اثر اعمال فشار مکانیکی به وجود می‌آید. در این کریستال‌ها، تنش کریستال را از گروه غیرقطبی به گروه قطبی تبدیل می‌کند.

## مواد
بسیاری مواد چه طبیعی چه ساختهٔ دست بشر پیزوالکتریک را ذخیره می‌کنند.

### کریستال‌های ذاتی
- برلینیت[و ۹] (AlPO۴) یک فسفات معدنی کمیاب که از نظر ساختمانی مشابه کوارتز است
- نیشکر
- کوارتز
- نمک راشل
- زبرجد هندی
- مواد معدنی گروه تورمالین

### سایر مواد طبیعی
- استخوان: استخوان بی‌آب بعضی خواص پیزوالکتریک را ذخیره می‌کند. مطالعات فوکادا و بقیه نشان داد این‌ها به خاطر کریستال‌های آپاتایت که متقارن مرکزی هستند نیست بلکه به خاطر کلاژن است. کلاژن در ساختارش جهت‌گیری محوری قطبی مولکول‌های دوقطبی را ذخیره می‌کند و می‌توان آن‌ها را بیوالکترت محسوب کرد، یک نوع مادهٔ دی‌الکتریک که فضای بار شبه ثابت و بار دوقطبی را ذخیره می‌کند. وقتی تعدادی از مولکول‌های کلاژن در یک جهت تحت فشار قرار می‌گیرند مقدار بار زیادی از داخل به سطح نمونه حمل می‌شود که انتظار می‌رود دلیل به وجود آمدن پتانسیل باشد.

اثر پیزوالکتریک عموماً به عنوان یک حسگر نیروی بیولوژیکی عمل می‌کند. این اثر در تحقیقات انجام شده در دانشگاه پنسیلوانیا در اواخر دهه ۱۹۷۰ و اوایل ۱۹۸۰ به کار گرفته شد که در نتیجه مشخص گردید استفادهٔ پیوسته از پتانسیل الکتریکی می‌تواند هم تخریب استخوان‌ها و هم رشد استخوان‌ها را (بسته به پلاریته یا قطبیت آن‌ها) باعث شود. مطالعات بیش‌تر انجام گرفته در دههٔ ۱۹۹۰ معادلهٔ ریاضی را فراهم نمود که شباهت انتشار موج استخوان‌های بلند را همانند کریستال‌های شش گوشه (کلاس ۶) تأیید می‌کرد.
- تاندون
- ابریشم
- چوب (به علت تار و پود پیزوالکتریک آن)

سلولِ واحدِ تتراگونالِ (مکعبی شکل) سرب تیتانات

- مینای دندان
- عاج دندان

### کریستال‌های دست‌ساز
- گالیم ارتوفسفاته (GaPO۴) کریستالی مشابه کوارتز
- لانگاسیت (La3Ga5SiO۱۴)، کریستالی مشابه کوارتز

### سرامیک‌های دست‌ساز
خانوادهٔ سرامیک‌های دارای ساختارهای پروسکایت یا تنگستن- برنز، خواص پیزوالکتریک از خود نشان می‌دهند:
- تیتانات باریم (BaTiO۳)—(اولین سرامیک پیزوالکتریک کشف شده)
- سرب تیتانات (PbTiO۳)
- تیتانات زیرکونات سرب (Pb[ZrxTi۱−x]O۳ ۰≤x≤۱
- نیوبات پتاسیوم (KNbO۳)
- نیوبات لیتیم (LiNbO۳)
- لیتیم تانتالات (LiTaO۳)
- سدیم تنگستات (Na2WO۳)
- Ba2NaNb5O۵
- Pb2KNb5O۱۵

### پیزوسرامیک‌های بدون سرب
اخیراً نگرانی‌ها در خصوص سمی بودن دستگاه‌ها و اجزای حاوی سرب افزایش یافته و در این خصوص استفاده از قوانین و مقررات محدودکننده مواد خطرناک را مطرح ساخته‌است. افزایش این نگرانی‌ها تأکید بر توسعهٔ کامپوزیتی مواد پیزوالکتریک بدون سرب می‌باشد.
- نیوبات پتاسیوم سدیم (NaKNb)
- بیسموت فریت (BiFeO۳)
- نیوبات سدیم NaNbO۳

تاکنون، نه اثر محیطی این مواد تأیید شده و نه پایداری این مواد به هنگام تهیهٔ آن‌ها.

### پلیمرها
PVDF خاصیت پیزوالکتریک را چندین بار بیش‌تر از کوارتز نشان می‌دهد. برخلاف سرامیک‌ها، که در آن ساختار کریستالی ماده به وجود آورندهٔ اثر پیزوالکتریک است، در پلیمرها مولکول‌های زنجیرهٔ بلند مزدوج هنگامی که در محدودهٔ یک میدان مغناطیسی قرار می‌گیرند یکدیگر را جذب و دفع می‌کنند.

## کاربردها
امروزه کریستال‌های پیزوالکتریک کاربردهای متعدد و بسیاری دارند از جمله: